# Івановський Євген Пилипович
Євген Пилипович Івановський (нар. 7 березня 1918 — 22 листопада 1991) — радянський військовий діяч, генерал армії (1972), Герой Радянського Союзу (1985). Член ЦК КПРС у 1971—1989 роках. Депутат Верховної Ради СРСР 8—11-го скликань.

## Життєпис
Народився 7 березня 1918 року в с. Черея (тепер Чашницький район Вітебської області Білорусі) у селянській родині. Білорус (у деяких довідниках вказаний як росіянин). У Радянській Армії з 1936 року. У 1938 р. закінчив Саратовське танкове училище.
Учасник вторгнення СРСР до Польщі в 1939 році та Радянсько-фінської війни 1939—1940 років. В 1941 р. закінчив прискорений курс Військової академії бронетанкових військ.
На фронтах війни з жовтня 1941 року. Перебував на посадах начальника штабу, пізніше командира танкового батальйону, заступника начальника штабу танкової бригади, начальника розвідки та оперативних відділів штабу танкового корпусу, командиром танкового полку на Західному, Воронезькому, Сталінградському, Південно-Західному, 1-му і 2-му Білоруських фронтах.
З 1946 по 1956 рік на командних посадах. В 1958 р. закінчив Військову академію Генштабу.
В 1958-61 роках — перший заступник начальника штабу Далекосхідного військового округу.
В 1961-65 командував об'єднанням, в 1965-1968 роках — перший заступник командувача, в 1968-1972 роках — командувач військ Московського військового округу.
У 1972 році отримав звання генерала армії.
З 1972 по 1980 рік головнокомандувач Групи радянських військ у Німеччині.
З 1980 по 1985 рік — командувач військ Білоруського військового округу.
У 1985—1989 роках — головнокомандувач сухопутних військ — заступник міністра оборони СРСР.
У 1989—1991 роках — військовий інспектор—радник Групи генеральних інспекторів Міністерства оборони СРСР.

## Нагороди
В 1985 році Івановському присвоєно звання Героя Радянського союзу. Також раніше був нагороджений 3-а орденами Леніна, 4-а орденами Червоного Прапора, орденом Кутузова 1 ст., орденом Суворова 3 ст., 2-а орденами Вітчизняної війни 1 ст., 2-а орденами червоної Зірки, орденом «За службу Батьківщині» 3 ст., медалями та іноземними нагородами

## Праці
- Победы немеркнущий свет
- Атаку начинали танкисты